# US5
US5 byla německo-anglicko-americká hudební skupina, popový boy band, který působil v letech 2005–2010. Skupinu založil Lou Pearlman z pěti vítězů německé televizní reality show Big in America. Debutovali v červnu 2005 singlem „Maria“, který zaznamenal úspěch zejména v němckojazyčných zemích. Ještě téhož roku na podzim vydali své debutové album Here We Go.

## Diskografie
- Here We Go (2005)
- In Control (2006)
- Around the World (2008)
- Back Again (2010)